# Titularbistum Castellum Titulianum
Castellum Titulianum (ital.: Castello Tituliano) ist ein Titularbistum der römisch-katholischen Kirche.
Die in Nordafrika gelegene Stadt war ein alter römischer Bischofssitz, der im 7. Jahrhundert mit der islamischen Expansion unterging. Er lag in der römischen Provinz Numidien.
| Titularbischöfe von Castellum Titulianum |               |                                |              |     |
| Nr.                                      | Name          | Amt                            | von          | bis |
| 1                                        | Andrej Imrich | Weihbischof in Spiš (Slowakei) | 4. Juni 1992 |     |